# Petroglifos de Hinkiori
Hinkiori o Jinkiori son un conjunto de símbolos de origen amazónicos gravados en una gran roca llamada "el monolito de Jinkiori". Están localizados dentro del distrito de Kosñipata, en la provincia de Paucartambo, departamento del Cuzco, Perú.

## Ubicación
La roca se encuentra cerca al río Quero a dos horas de caminata desde la población de Pilcopata (departamento de Cusco).

## Interpretaciones
Los petroglifos, que fueron incisos directamente en el monolito, recuerdan signos de culturas amazónicas: espirales, cadenas retorcidas, triángulos dobles. También se encuentra allí una extraña figura denominada “la clave”. Estas incisiones rupestres podrían ser representaciones abstractas de mitologías o concepciones cosmológicas, creadas por sujetos que se encontraban bajo la influencia de plantas alucinógenas como la ayahuasca (yajé). Probablemente los autores del petroglifos fueron antepasados de los Huachipaeri, indígenas que aun hoy viven en el valle de Kosnipata.
Una de las características más interesantes del monolito es una especie de cuenca, probablemente de origen en parte artificial porque tiene partes pulidas en los bordes de la misma.
Existe la hipótesis de que la cuenca era usada como recipiente donde poner el maíz para transformarlo luego en chicha. No obstante, existen otras teorías: la cuenca pudo haber sido usada para purificar a un adolescente sumergiéndolo en sus aguas de lluvia o para bautizar a un niño y hacerlo entrar, de esta manera, en el mundo de los adultos.